# Tyburn

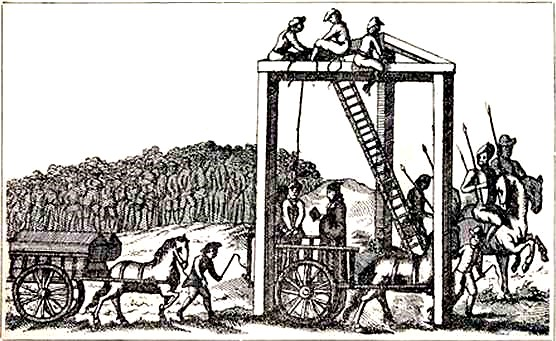
L'albero di Tyburn

Tyburn era un villaggio della contea del Middlesex vicino al luogo dell'attuale Marble Arch (Londra). Prendeva il nome dal corso d'acqua Tyburn o Ty Bourn (due ruscelli), un affluente del Tamigi oggi completamente interrato dalla sorgente alla foce.
Il nome era quasi universalmente usato in letteratura per riferirsi alla forca, usata per secoli in questo luogo come strumento primario per l'esecuzione dei detenuti.

## Storia
Il villaggio era uno dei poderi della parrocchia di Marylebone e l'origine del suo nome va ricercata nella vicina strada di St. Marylebone, nient'altro che la contrazione della frase Saint Mary's church by the bourne. Tyburn è stata anche annoverata fra le pagine del Domesday Book e stava ad occhio e croce al termine occidentale di quella che oggi è Oxford Street ed era anche l'unione di due precedenti viottoli d'origine romana. Dunque, le predecessori di Oxford Street e Park Lane erano le principali vie d'accesso al villaggio e per tale motivo erano state battezzate rispettivamente come Tyburn Road e Tyburn Lane.
Durante gli anni Trenta e Quaranta del Duecento, il villaggio di Tyburn era retto da Gilbert de Sandford, il figlio di John de Sandford che era stato il ciambellano della Regina Eleonora, moglie di re Enrico II contro il quale aizzò i figli a ribellarsi. Nel 1236 la città di Londra contrattò con Sir Gilbert per attingere acqua da Tyburn Springs, di proprietà di Gilbert, per poter così creare il primo convoglio di approvvigionamento idrico della città. L'acqua veniva fornita attraverso tubi di piombo che correvano da dove oggi si trova Bond Street Station, mezzo miglio ad est di Hyde Park, fino alla frazione di Charing (Charing Cross), lungo Fleet Street e sul Fleet Bridge, risalendo Ludgate Hill (grazie alla pressione gravitazionale) ad un condotto pubblico in Cheapside. L'acqua veniva fornita gratuitamente a tutti i visitatori.
Tyburn ha avuto una significativa importanza dai tempi antichi ed era stato caratterizzato da un monumento noto a tutti come Oswulf's Stone, una pietra che deve il suo nome da una frazione di contea situata a Middlesex e chiamata Ossulstone Hundred. La pietra venne coperta nel 1851 quando Marble Arch fu trasferito in questa zona, ma è stato soltanto dopo qualche mese che è stata sotterrata e appoggiata contro l'arco, diventando invisibile agli occhi del pubblico a partire da metà del 1869.

## I patiboli di Tyburn
A Tyburn avevano luogo le pubbliche esecuzioni di condannati provenienti dalla prigione di Newgate, nella City e che vi giungevano passando dalla chiesa di St Giles in the Fields e da Oxford Street. Dopo il tardo XVIII secolo, quando le esecuzioni non ebbero più luogo in pubblico, esse venivano effettuate nella stessa prigione di Newgate o in quella di Horsemonger Lane Gaol in Southwark. La prima esecuzione registrata ebbe luogo in un posto prossimo al fiume nel 1196. William Fitz Osbert, il capo dei poveri di Londra, venne arrestato nella chiesa di St Mary-le-Bow, trascinato nudo da un cavallo fino a Tyburn, e quivi impiccato. Nel 1537 Enrico VIII d'Inghilterra utilizzò Tyburn per le esecuzioni dei capi della rivolta detta del Pellegrinaggio di Grazia, compreso Sir Nicholas Tempest, uno dei capi del Pellegrinaggio al nord e guardiacaccia del re nella foresta di Bowland.
Nel 1571 l'"Albero di Tyburn" venne eretto vicino all'attuale Marble Arch. l'"Albero", o "Triplo albero", era una nuova forma di patibolo, consistente in un triangolo orizzontale in legno, sostenuto da tre gambe (un sistema noto come "cavalla a tre gambe" o "sgabello a tre gambe"). Numerosi delinquenti potevano così essere subito giustiziati e questo patibolo veniva usato per esecuzioni di massa, come quella del 23 giugno 1649, quando vennero giustiziate 24 persone, 23 maschi ed una femmina, che furono impiccati simultaneamente. L'"Albero" si trovava nel centro di un bivio, fornendo così un segnale di particolare evidenza nella zona occidentale di Londra e un simbolo della legge per i viandanti. Dopo l'esecuzione i corpi dei giustiziati venivano seppelliti nelle vicinanze.
La prima vittima dell'"Albero di Tyburn" fu John Story, un giurista cattolico che si era rifiutato di riconoscere come regina Elisabetta I. Una placca in memoria dei Martiri Cattolici giustiziati a Tyburn nel periodo 1535 – 1681 si può vedere al n. 8 di Hyde Park Place, l'indirizzo del convento di Tyburn. Tra i più autorevoli individui impiccati al Tree nei secoli successivi vi furono il giudice John Bradshaw, il generale Henry Ireton e Oliver Cromwell, che erano già morti ma i loro cadaveri furono riesumati ed impiccati a Tyburn nel gennaio del 1661 su ordine del Parlamento realista in un atto postumo di vendetta per la parte avuta da costoro nella condanna a morte e successiva decapitazione di re Carlo I.

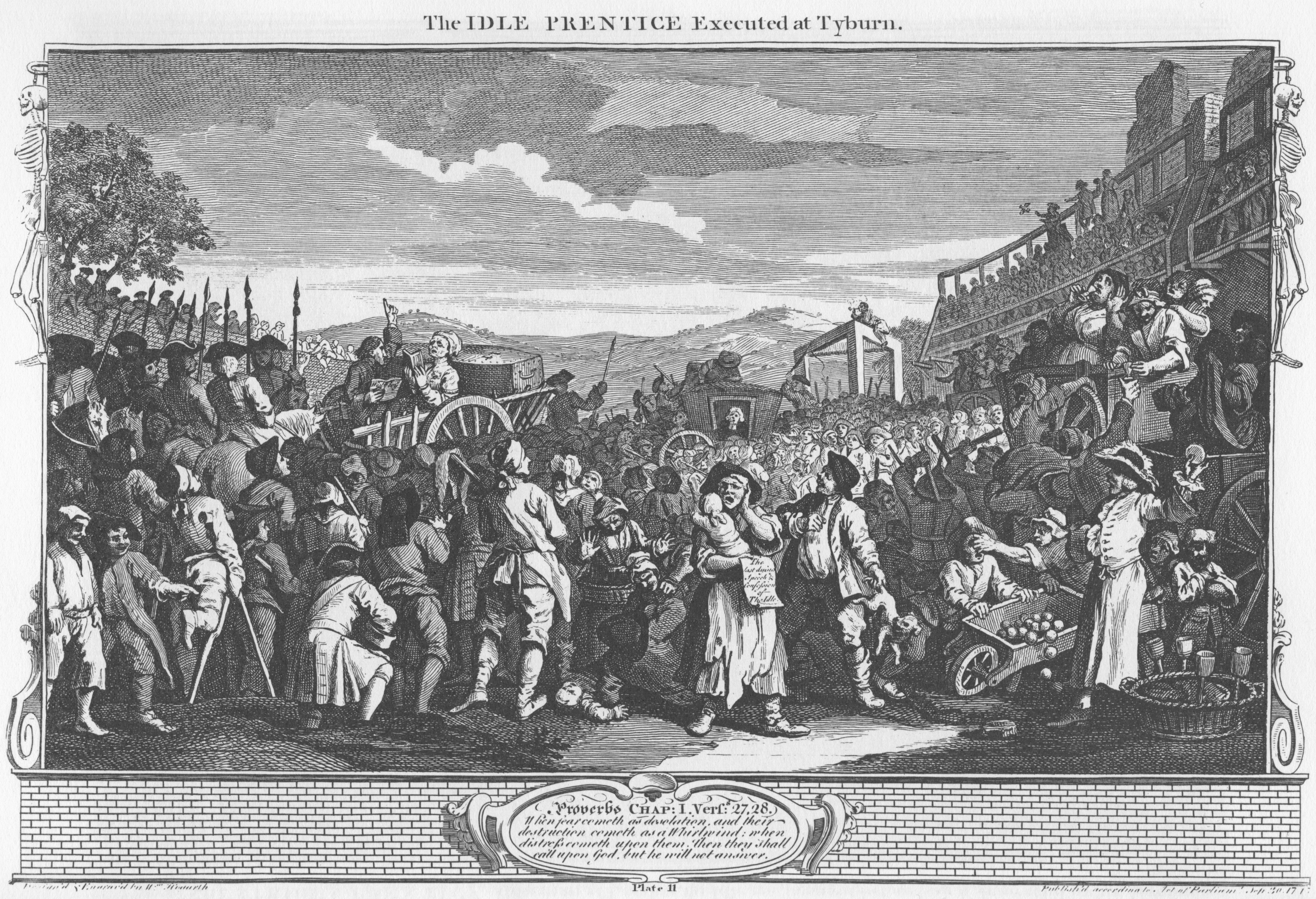
The Idle 'Prentice Executed at Tyburn, di William Hogarth dalle serie Industry and Idleness (1747)

Le esecuzioni erano veri e propri spettacoli pubblici ed erano molto popolari, richiamando folle di centinaia di persone. Gli intraprendenti abitanti di Tyburn erigevano ampi stand, così che il maggior numero di persone possibile potesse assistere, a pagamento, all'esecuzione. Vi fu anche un caso di collasso di una di queste strutture, che provocò la morte o il ferimento di un centinaio di spettatori. Tale pubblicità non si dimostrò tuttavia un deterrente molto efficace.
La parola Tyburn divenne un eufemismo in voga per indicare la pena capitale: espressioni tipo "fare una cavalcata a Tyburn", significava finire impiccato. Il Lord of the Manor of Tyburn era il carnefice che procedeva all'impiccagione dei condannati, "danzare la giga di Tyburn" indicava subire l'impiccagione, e così via. I condannati venivano portati al supplizio su un carro aperto dalla prigione di Newgate. Ci si aspettava da loro un buon spettacolo, che andassero alla morte con spensieratezza, indossando i loro più eleganti abiti. La folla augurava loro una "buona morte", ma scherniva ogni segno di debolezza da parte del condannato.
I patiboli di Tyburn vennero utilizzati per l'ultima volta il 3 novembre 1783, con l'impiccagione del brigante John Austin. Il luogo dei patiboli è oggi contrassegnato da tre triangoli in ottone, montati su un'isola di traffico all'incrocio di Edgware Road con Bayswater Road. È anche commemorato dal Convento di Tyburn, un convento cattolico dedicato alla memoria dei martiri giustiziati colà e in altri luoghi a causa della loro fede. Tyburn oggi resta il punto di Watling Street ove inizia la moderna Autostrada A5. Secondo una pubblicazione del 1850, il luogo effettivo era quello del No. 49 di Connaught Square.

## Esecuzioni di personaggi importanti avvenute a Tyburn
In ordine cronologico vengono qui di seguito elencate alcune esecuzioni di personaggi storicamente importanti avvenute a Tyburn:
| Nome                                    | Data              | Motivo |
| --------------------------------------- | ----------------- | --- |
| Ruggero Mortimer, I conte di March      | 29 novembre 1330  | Accusato di aver assunto poteri riservati al re; impiccato senza processo. |
| Sir Humphrey Stafford di Grafton        | 8 luglio 1486     | Accusato di parteggiare per Riccardo III; impiccato senza processo per ordine di Enrico VII. |
| Michael An Gof & Thomas Flamank         | 27 giugno 1497    | Capi della prima insurrezione della Cornovaglia del 1497. |
| Perkin Warbeck                          | 23 novembre 1499  | Tradimento; pretendente al trono di Enrico VII d'Inghilterra facendosi passare per Riccardo IV, il più giovane dei due Principi nella Torre. Capo della seconda insurrezione della Cornovaglia del 1497. |
| Elizabeth Barton The Holy Maid of Kent  | 20 aprile 1534    | Tradimento; una suora che profetizzò la morte entro sei mesi per re Enrico VIII, se avesse sposato Anna Bolena. |
| San Giovanni Houghton                   | 4 maggio 1535     | Priore della Certosa di Londra, che rifiutò il giuramento che avrebbe concesso ad Enrico VIII d'Inghilterra il divorzio da Caterina di Aragona. |
| Thomas FitzGerald, X conte di Kildare   | 3 febbraio 1537   | Ribelle, rifiutò la sua fedeltà ad Enrico VIII. Il 3 febbraio 1537 il conte, dopo una prigionia di alcuni mesi, venne giustiziato a Tyburn con il supplizio di essere appeso, sventrato e squartato. |
| Sir Francis Bigod                       | 2 giugno 1537     | Capo della rivolta di Bigod. Tra giugno ed agosto 1537, i capi della rivolta e molti partecipanti furono giustiziati a Tyburn, a Tower Hill e in altre località. Tra questi: Sir John Bigod, Thomas Percy, Sir Enrico Percy, Sir John Bulmer, Sir Stephan Hamilton, Sir Nicholas Tempast, Sir William Lumley, Sir Edward Neville, Sir Robert Constable, gli abati delle abbazie di Barlings, Sawley, Fountains e Jervaulx e il priore of Bridlington. In tutto, 216 furono messi a morte in posti diversi; lord e cavalieri, mezza dozzina di abati, 38 monaci e 16 preti. |
| Thomas Fiennes, IX Barone Dacre         | 29 giugno 1541    | Lord Dacre fu condannato a morte per omicidio dopo essere stato coinvolto nella morte di un guardiacaccia mentre prendeva parte a una spedizione di caccia di frodo nelle terre di Sir Nicholas Pelham di Laughton. |
| Francis Dereham e Sir Thomas Culpeper   | 10 dicembre 1541  | Cortigiano di Enrico VIII d'Inghilterra, che avevano avuto una relazione con la quinta moglie di Enrico, la regina Catherine Howard. Entrambi furono condannati ad essere appesi, sventrati e squartati ma la sentenza per Culpeper fu commutata nella sola impiccagione a Tyburn, in conseguenza degli ottimi rapporti che aveva avuto in passato con il re stesso. |
| William Leech di Fulletby               | 8 maggio 1543     | Uno dei capi ribelli della rivolta del Pellegrinaggio di Grazia nel 1536, fuggi in Scozia. Egli aveva ucciso, il 25 novembre 1542 a Dunbar, il Somerset Herald Thomas Trahern, causando un incidente diplomatico e fu spedito a Londra per l'esecuzione. |
| Humphrey Arundell                       | 27 January 1550   | Capo della Ribellione dell'Ovest nel 1549 – conosciuta anche come rivolta del Prayer Book |
| Sant'Edmund Campion                     | 1º dicembre 1581  | Preti della Chiesa cattolica. |
| John Adams                              | 8 ottobre 1586    | Preti della Chiesa cattolica. |
| Robert Dibdale                          | 8 ottobre 1586    | Preti della Chiesa cattolica. |
| John Lowe                               | 8 ottobre 1586    | Preti della Chiesa cattolica. |
| Robert Southwell                        | 21 febbraio 1595  | Preti della Chiesa cattolica. |
| Philip Powell                           | 30 giugno 1646    | Preti della Chiesa cattolica. |
| Peter Wright                            | 19 maggio 1651    | Preti della Chiesa cattolica. |
| John Southworth                         | 28 giugno 1654    | Preti della Chiesa cattolica. |
| Oliver Cromwell                         | 30 gennaio 1661   | Esecuzione postuma, dopo la riesumazione del cadavere dall'Abbazia di Westminster. |
| Robert Hubert                           | 28 settembre 1666 | Orologiaio che confessò, mentendo, di aver dato l'innesco al Grande incendio di Londra. |
| Claude Duval                            | 21 gennaio 1670   | Brigante. |
| Sant'Oliver Plunkett                    | 1º luglio 1681    | Arcivescovo di Armagh, Primate d'Irlanda e martire. |
| William Chaloner                        | 23 marzo 1699     | Noto coniatore e falsario, condannato per alto tradimento, in parte grazie anche alle prove raccolte da Isaac Newton |
| Jack Hall                               | 1707              | Spazzacamino impiccato come scassinatore. C'è una canzone popolare che porta il suo nome (e una sua variante con il nome di Sam Hall). |
| Jack Sheppard Gentleman Jack            | 16 novembre 1724  | Noto ladro e più volte evaso. |
| Jonathan Wild                           | 24 maggio 1725    | Boss della criminalità organizzata lord. |
| James MacLaine The Gentleman Highwayman | 3 ottobre 1750    | Brigante. |
| Laurence Shirley, IV conte Ferrers      | 5 maggio 1760     | Ultimo pari, impiccato per omicidio. |
| Elizabeth Brownrigg                     | 13 settembre 1767 | Uccise Mary Clifford, una domestica. |
| John Rann Sixteen String Jack           | 30 novembre 1774  | Brigante |
| Rev. James Hackman                      | 19 April 1779     | Impiccato per l'omicidio di Martha Ray, amante di John Montagu, IV conte di Sandwich. |
| John Austin                             | 3 novembre 1783   | Brigante, ultima persona giustiziata a Tyburn. |